# Rază covalentă
Raza covalentă (mai rar numită și rază de covalență), notată rcov, este o măsură a mărimii unui atom care face parte dintr-o legătură covalentă. Ca și unitate de măsură, raza covalentă se măsoară în picometri (pm) sau angstrom (Å), unde 1 Å = 100 pm.